# Internationales Institut für Traditionelle Musik
Das Internationale Institut für Traditionelle Musik (IITM, englisch: International Institute for Traditional Music) war ein außeruniversitäres Forschungs- und Kulturinstitut, das 1963 in West-Berlin gegründet wurde und bis 1996 existierte. Das Institut erhielt 1965 den Namen Internationales Institut für Vergleichende Musikstudien und Dokumentation (IICMSD, englisch: International Institute for Comparative Music Studies and Documentation) und wurde 1991 umbenannt. Die Gründung erfolgte mit einer Spende der Ford-Stiftung, später wurde die Finanzierung vom Land Berlin übernommen. Das Institut hatte seinen Sitz in einer Villa an der Winkler Straße in Berlin-Grunewald.

## Geschichte
Das IITM gab die Zeitschrift The World of Music und eine Buchreihe heraus. Weiterhin edierten die Mitarbeiter Tonträger und veranstalteten Konzerte und Festivals. Von der Gründung 1963 bis 1994 organisierte das Institut 30 Symposien und war Herausgeber von 170 Tonträgern und 100 Büchern. Die Herausgabe der Tonträger erfolgte großteils in Zusammenarbeit mit dem International Council for Traditional Music, einer Tochterorganisation der UNESCO. Außerdem wurden 60 Musikfestivals organisiert.
Gründer und erster Leiter des Instituts war der französische Musiker Alain Daniélou, der nach Medienberichten das Institut jedoch im Streit verließ. Die beiden späteren Leiter des Instituts waren von 1975 bis 1987 Iván Vándor und von 1988 bis zur Schließung 1996 der Schweizer Musikethnologe Max Peter Baumann. Das Institut war als Verein organisiert, der 12 Mitarbeiter beschäftigte, davon fünf Wissenschaftler. Der Etat des Instituts, den das Land Berlin stellte, lag zuletzt bei einer Million Deutsche Mark. Die Schließung des Instituts erfolgte aufgrund von Sparmaßnahmen des Landes Berlin.

## Veranstaltungen (Auswahl)
Das IITM war gemeinsam mit der Cinti Union Berlin Mitveranstalter der ersten „Musik- und Kulturtage der Cinti und Roma“, die vom 1. bis 11. Oktober 1992 in Berlin im Podewil, dem Tempodrom und dem Haus der Kulturen der Welt stattfanden. Das Konzept der Kulturtage wurde gemeinsam von der Cinti Union Berlin und dem IITM erwarbeitet; die Konzerte wurden in Bild und Ton für eine wissenschaftliche Publikation mitgeschnitten. Geschäftsführer der Cinti Union war seinerzeit Markus Rosenberg. Die künstlerische Leitung lag bei Wolkly Rosenberg für europäische Musik und Habib Hassan Touma für außereuropäische Musik. Die Veranstaltung fand unter der Schirmherrschaft des Berliner Regierenden Bürgermeisters und des brandenburgischen Ministerpräsidenten statt.